# Mezinárodní organizace pro kávu

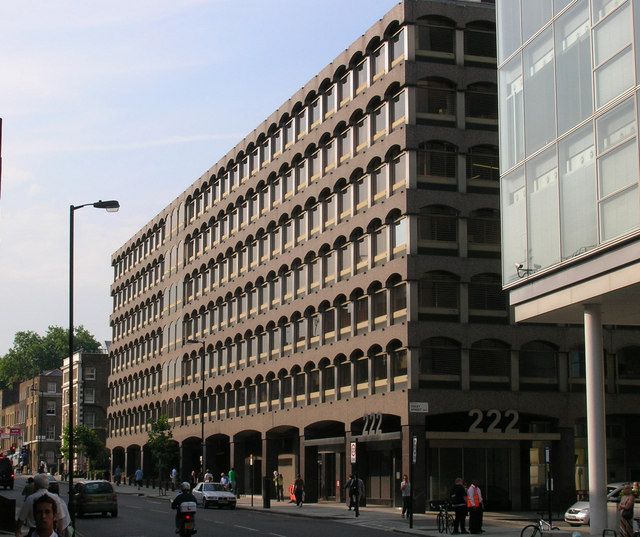
Budova International Coffee Organization v Londýně

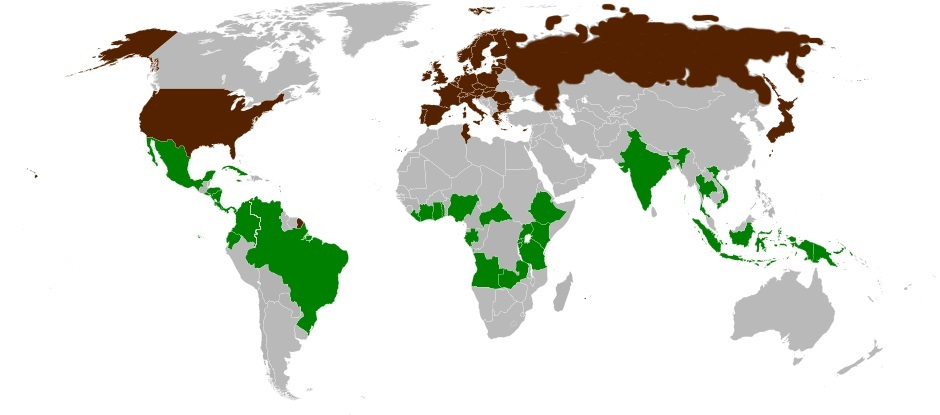
Zeleně označené státy - vývozci kávy; Hnědě označené státy – dovozci kávy

Mezinárodní organizace pro kávu (anglicky International Coffee Organization, ICO) byla založena roku 1963 v Londýně. Vzhledem ke značnému ekonomickému významu kávy se tak stalo pod záštitou Organizace spojených národů. ICO je správcem Mezinárodní úmluvy o kávě (International Coffee Agreement, ICA), což je významný nástroj pro rozvoj a řízení spolupráce mezi zeměmi produkujícími kávu a zeměmi, v nichž se káva konzumuje.
Organizace vznikla jako výsledek pětileté Mezinárodní úmluvy o kávě, jež byla podepsána v sídle OSN v New Yorku v roce 1962 a poté opětovně projednávána v letech 1968, 1976, 1983, 1994 a 2007 v sídle ICO v Londýně.
Nejvyšším orgánem ICO je Mezinárodní rada pro kávu, která je složena ze zástupců každé členské země. Schází se v březnu a v září, aby prodebatovala záležitosti obchodu s kávou, schválila strategické dokumenty a posoudila doporučení poradních orgánů a výborů.
Hlavní sídlo Mezinárodní organizace pro kávu se nachází v londýnské Gray's Inn Road, v čísle 222. Jejím současným výkonným ředitelem je Brazilec José Sette.
Po odchodu USA z Mezinárodní úmluvy o kávě v červnu 2018 reprezentují členové ICO 98 % světových producentů kávy a 67 % jejích světových konzumentů.

## Členství
K červnu 2018 měla ICO 50 členů. Z toho bylo 44 zemí vyvážejících kávu a 6 členů ze zemí, jež kávu dovážejí,
přičemž Evropská unie jako celek je jedním členem.

### Země vyvážející kávu
- Angola
- Bolívie
- Brazílie
- Burundi
- Ekvádor
- Etiopie
- Filipíny
- Gabon
- Ghana
- Guatemala
- Honduras
- Indie
- Indonésie
- Jemen
- Kamerun
- Keňa
- Kolumbie
- Konžská demokratická republika
- Kostarika
- Kuba
- Libérie
- Madagaskar
- Malawi
- Mexiko
- Nepál
- Nikaragua
- Panama
- Papua Nová Guinea
- Paraguay
- Peru
- Pobřeží slonoviny
- Rwanda
- Salvador
- Sierra Leone
- Středoafrická republika
- Tanzanie
- Thajsko
- Togo
- Uganda
- Venezuela
- Vietnam
- Východní Timor
- Zambie
- Zimbabwe

### Země dovážející kávu
- Evropská unie
- Japonsko
- Norsko
- Rusko
- Švýcarsko
- Tunis